# Il volo della fenice (film 1965)
Il volo della fenice (The Flight of the Phoenix) è un film del 1965 diretto da Robert Aldrich.
Interpretato da un cast interamente maschile (l'unica donna in tutta la pellicola, la ballerina Farida, appare come "miraggio"), il film riunisce un gruppo di persone normali che vengono poste in situazioni critiche straordinarie. Questo ne fa emergere il carattere ed i difetti. Della colonna sonora fa parte la canzone di Gino Paoli Senza fine, cantata da Connie Francis e (solo nella versione italiana) da Ornella Vanoni.

## Trama
Durante un volo di trasferimento l'aereo di una compagnia petrolifera statunitense, un bimotore da trasporto Fairchild C-82 Packet, condotto da Frank Towns, un pilota veterano di guerra ormai in declino e afflitto dai rimorsi, e dal suo ufficiale di rotta alcolizzato Lew Moran, segue la rotta che lo deve portare da una stazione estrattiva a Giarabub in pieno deserto libico a Bengasi. A seguito di una violenta tempesta di sabbia che intasa i motori, il capitano Towns è costretto a un atterraggio di fortuna.
Lo schianto sulla sabbia causa la morte di due passeggeri ed il grave ferimento di un terzo, il giovane italiano Gabriele, lasciando illesi i due membri dell'equipaggio e gli altri passeggeri: il dottor Renaud, un medico francese; l'operaio petrolifero Trucker Cobb, appena licenziato perché affetto da turbe psichiche; il capitano Harris, un rigido militare dell'esercito britannico, e la sua "vittima" prediletta, il sergente Watson; Mike Bellamy, un prospettore petrolifero; Standish, un timido e devoto ragioniere; Ratbags Crow, un irriverente giornalista scozzese; il tedesco Heinrich Dorfmann, che ha fatto visita al fratello; un lavorante messicano e la sua scimmietta.
La riserva d'acqua è sufficiente per le due settimane, mentre ci sono quintali di datteri in scatola da mangiare. Per evitare la tempesta, Towns è però stato costretto a deviare di quasi duecento chilometri dalla rotta dichiarata: dopo i primi giorni il gruppo si rassegna all'idea che i soccorritori devono avere ormai abbandonato le ricerche. Un primo tentativo di coprire a piedi la distanza che li separa dall'oasi più vicina si conclude con la morte del messicano e di Trucker Cobb, mentre le condizioni dell'italiano ferito si fanno sempre più disperate, tanto che morirà pochi giorni più tardi.
A questo punto Dorfmann, il passeggero tedesco, propone un'idea a prima vista pazzesca: smantellare il relitto dell'aeroplano, utilizzandone i componenti per realizzare un velivolo più piccolo, in grado di portare in salvo i superstiti. Dapprima oggetto di scherno e incredulità, la proposta appare via via l'unica speranza di salvezza, soprattutto alla luce delle misurazioni e dei calcoli elaborati dal suo ideatore, la cui professione è quella di ingegnere aeronautico. Dorfmann, con ingegnosi stratagemmi, riesce ad ovviare alla mancanza di utensili e componenti. Colui che nel gruppo si dimostra più ostile al piano è proprio il pilota Frank Towns: egli, reduce dell'età "eroica" dell'aviazione, vede in cattiva luce la sicurezza e la rigidità del tedesco. Tuttavia, anche su insistenza del medico, il gruppo si impegna a fondo nella difficile opera.
L'ala destra viene smontata dalla fusoliera e unita a quella di sinistra che incorpora uno dei motori e dei travi di coda rimasti integri, mentre viene inventato un sistema con cui il velivolo dovrà scivolare sulla sabbia prima del decollo. A quel punto l'ufficiale britannico scorge un gruppo di arabi che avanzano nel deserto con i loro cammelli; sono predoni fuorilegge, molto pericolosi. Il capitano inglese ed il medico decidono di tentare un approccio, mentre Towns viene dissuaso: egli è l'unico del gruppo in grado di pilotare l'aereo ormai quasi completato. I peggiori sospetti si rivelano fondati quando i nomadi assassinano sia il medico che il capitano.
Un'ulteriore sorpresa attende però Towns e Moran quando, parlando casualmente del suo lavoro di disegnatore, Dorfmann rivela candidamente di essere un progettista di aeromodelli spiegando che però il principio di funzionamento è lo stesso di un vero aeroplano; il progetto è ormai in stato avanzato e Towns suggerisce a Dorfmann di non rivelare agli altri che costruisce "giocattoli". Questo scatena nuovamente l'ira di Dorfmann, che considera un aeromodello qualcosa di molto diverso da un giocattolo. Rimasti in sette, i superstiti infondono le loro ultime energie nel completamento dell'aereo e alla fine, dopo un'intensa sequenza di tentato riavvio del motore tramite cartucce, Towns riesce a decollare portando in salvo tutti ed atterrando in un'oasi dove avviene l'estrazione del petrolio.

## Produzione

### Location
Le riprese principali iniziarono il 26 aprile 1965 presso i 20th Century Fox Studios ed il 20th Century Fox Ranch, in California. Le azioni svoltesi nel deserto furono riprese nella Buttercup Valley, Contea di Yuma, in Arizona e a Pilot Knob Mesa, Winterhaven, in California. Le sequenze di volo vennero tutte girate a Pilot Knob Mesa, vicino a Winterhaven, che si trova nell'Imperial Valley, a nord di Yuma.

### Velivoli utilizzati
Nel 2005, lo storico dell'aviazione hollywoodiana Simon Beck riuscì ad individuare gli esemplari utilizzati nelle sequenze del film:
- Fairchild C-82A Packet, N6887C - riprese aeree.
- Fairchild C-82A Packet, N4833V - riprese esterne del relitto.
- Fairchild C-82A Packet, N53228 - riprese in studio del relitto.
- Fairchild R4Q-1 Flying Boxcar (la variante del C-119C in dotazione all'United States Marine Corps), BuNo. 126580 - dettagli dell'elica e motore del "Phoenix" non in volo.
- Tallmantz Phoenix P-1, N93082 - primo "Phoenix" utilizzato nelle sequenze di volo a fine film e perso in un incidente dove morì anche il suo pilota Paul Mantz.
- North American O-47A, N4725V - secondo "Phoenix" utilizzato nelle sequenze di volo a fine film.

## Curiosità
Da notare il fatto che James Stewart era in effetti un pilota di fortezze volanti e, durante la seconda guerra mondiale, già attore affermato, prese parte a numerose missioni di bombardamento contro la Germania di Hitler, conquistando il grado di Colonnello.

## Sequel
Nel 2004 ne è stato realizzato un remake che porta lo stesso titolo.